# 大泥河
大泥河，位于中华人民共和国黑龙江省南部，是牤牛河右岸支流，因河中多泥而得名，发源于尚志市珍珠山乡鸡冠砬子东坡，蜿蜒向西北流经苇河林业局平林林场、老街基乡，于老街基乡朱子营村转西流，过龙王庙村八部落屯后成为尚志市与五常市之间的界河，在乌吉密乡朝兴村西南右纳大石头河后进入五常市境内，在五常市小山子镇双利村北河套屯西北汇入牤牛河。河流全长94千米，流域面积1976平方千米，年均径流量2.002亿立方米。大泥河流域降水集中在6月～9月，易发生暴雨洪水，旱季灌溉用水增加，常常出现断流现象。